# Stunten
Stunten is een lied van de Nederlandse rapformatie Broederliefde in samenwerking met de Nederlandse rapper KA. Het werd in 2022 als single uitgebracht en stond in hetzelfde jaar als derde track op het album Strandje aan de Maas van Broederliefde.

## Achtergrond
Stunten is geschreven door Javiensley Dams, Melvin Silberie, Ayoub Chemlali, Anthony Junior Dos Santos, Emerson Akachar en geproduceerd door DjangoBeats. Het is een nummer uit het genre nederhop. In het lied rappen de artiesten over hoe zij zich gedragen. Het lied werd bij radiozender NPO FunX uitgeroepen tot DiXte track van de week. De single heeft in Nederland de gouden status.

## Hitnoteringen
De artiesten hadden succes met het lied in de hitlijsten van Nederland. Het piekte op de tweede plaats van de Nederlandse Single Top 100 en stond 23 weken in deze hitlijst. Er was geen notering in de Nederlandse Top 40; het kwam hier tot de eerste positie van de Tipparade.